# Louis Audemard
Louis Théophile Audemard, né le 9 janvier 1865 à Vergèze (Gard) et mort le 2 avril 1955 dans la même commune, est un officier de marine et explorateur français.

## Biographie
Entré dans la marine en 1882, lieutenant de vaisseau (1893), il participe avec Émile Hourst en 1902-1903 aux opérations de levés hydrographiques du Fleuve Bleu puis sert au Tchad sous les ordres de Jean Tilho avant d'accompagner comme capitaine de frégate (1908) Jacques Faure et le comte Charles de Polignac dans le sud du Sichuan (1909).
Il remonte alors le Yang-Tsé sur la canonnière Doudart de Lagrée, jusqu'à Tchoung-King puis le Min-Ho jusqu’à Chengdu où il est accueilli par le consul Pierre-Rémi Bons d'Anty. Audemard visite ensuite Xichang puis gagne Leshan où les trois hommes escaladent le Mont Emei avant de redescendre dans la vallée du Yalong où ils rencontrent le missionnaire Jean de Guébriant. Deux cents kilomètres du Ningyuanfu sont alors relevés jusqu'à la confluence avec le Yang-Tsé. 
Audemard et ses compagnons atteignent Li-Kiang et il continue seul le voyage, Faure et Polignac regagnant Hanoï. Il franchit les gorges du Yang-Tsé réputées infranchissables, entre Chongqing et Soui-Fou et prouve ainsi que le fleuve peut devenir une voie de commerce régulière. Il en publie en 1914 un atlas en trente-sept feuilles. 
Chevalier de la Légion d'honneur (29 mars 1899), il est fait officier le 24 juillet 1912.

## Écrits
- Exploration hydrographique du Yalong et du Yang-Tse supérieur, avec une carte hors-texte, La Géographie, vol.II, 1911, p. 1-30
- Les jonques chinoises, 4 vol, 1957
- « Voyage en Amérique et en Islande », Bulletin de la Société d'étude des sciences naturelles de Nîmes, t. 23, 1895, p. XLVI.